# Quixote Winery

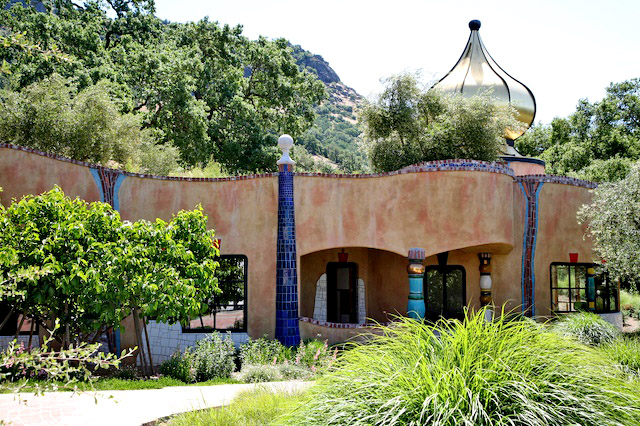
Byggnad utformad av Friedensreich Hundertwasser.

Quixote Winery är en vingård i Napa Valley, Kalifornien. Den framställer ekologiskt rött vin i första hand men bjuder också på ovanlig, eklektisk arkitektur  och etikettdesign.

## Historik
Efter 25 framgångsrika år i branschen beslöt sig vinodlaren Carl Doumani 1996 för att avyttra en storskalig vinproduktion och helt inrikta sig på en bärkraftig organisk vinodling i mindre skala. Han hade vid det laget utvecklat en nära vänskap med den österrikiske konstnären Friedensreich Hundertwasser efter att ha sett dennes arbeten i en utställningskatalog 1988. Tillsammans arbetade de på projekteringen och byggandet av Quixote Winery fram till 1998 . Mycket på grund av den ovanliga utformningen, och lika ovanliga byggmetoder, tog det över tio år att bli klar. Hundertwasser formgav även några av vingårdens okonventionella vinetiketter. Det var också han som övertalade Doumani att göra vinet av organiskt-biologiskt odlade druvor .

## Vinerna
Quixote Winery framställer enbart viner av druvorna petite syrah och cabernet sauvignon. Vinerna heter Quixote och Panza efter Cervantes romanfigurer Don Quijote och hans vapendragare Sancho Panza. Frukten hämtas från 11 ha med ekologiskt bedriven odling sedan 1999. Vinet  tappas på flaska med skruvlock i stället för kork, för högre kvalitet och varaktighet . Vinerna skattas högt och har belönats med otaliga priser . Quixote Winery ansågs som en av världens tjugo förnämsta nya vingårdar mellan 1999 och 2004 .

## Hundertwassers byggnadsverk

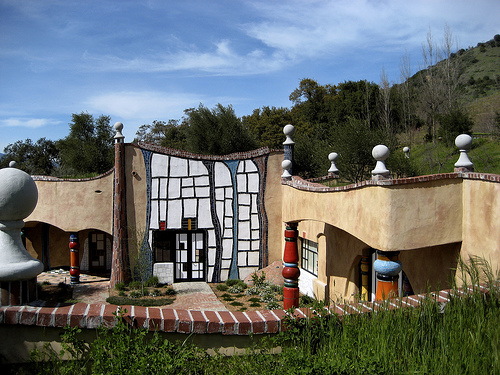
En vingård för organisk framställning av vin.

Quixote Winery och dess omgivande marker är det enda projektet som Friedensreich Hundertwasser genomförde i USA . En konstruerad gångstig i Hundertwassers typiskt mjukt ojämna stil slingrar sig genom vildgräsen fram till vingårdens ingång. Vingårdens huvudbyggnad förmedlar något av konstnärens byggnadsfilosofi: att byggnadsverk inte bara bör skänka människan en högre självkänsla, de bör också inordna sig i landskapet. Hundertwassers starka varma färger finns här. Keramikplattor specialtillverkades för hand i Österrike för att motsvara Hundertwassers krav på intensivt laddad kulör. Hans oregelbundna mosaikmönster och naturnära former finns här också, liksom de lysande keramikpelarna i olika färg och form, ornamenteringen och det medvetet ojämna, mjukt vågformade golvet för en kännbar taktil upplevelse . Det finns inga räta vinklar någonstans utom  bland raderna av stora runda träfat i vinkällaren. Förtroliga vrår för arbete, vinprovning och bjudningar finns lite varstans. Quixote Winery kröns av en gyllene lökkupol för att förhöja människans självkänsla. Den är klädd med bladguld för hand och därefter polerad. Byggnaden har även ett grönt tak med gräs, buskar och träd. Och den lilla dammen ovanför rymmer vingårdens reservoar med hjälp av en långsträckt vägg i Hundertwassers byggnadsverk.

### Fotogalleri

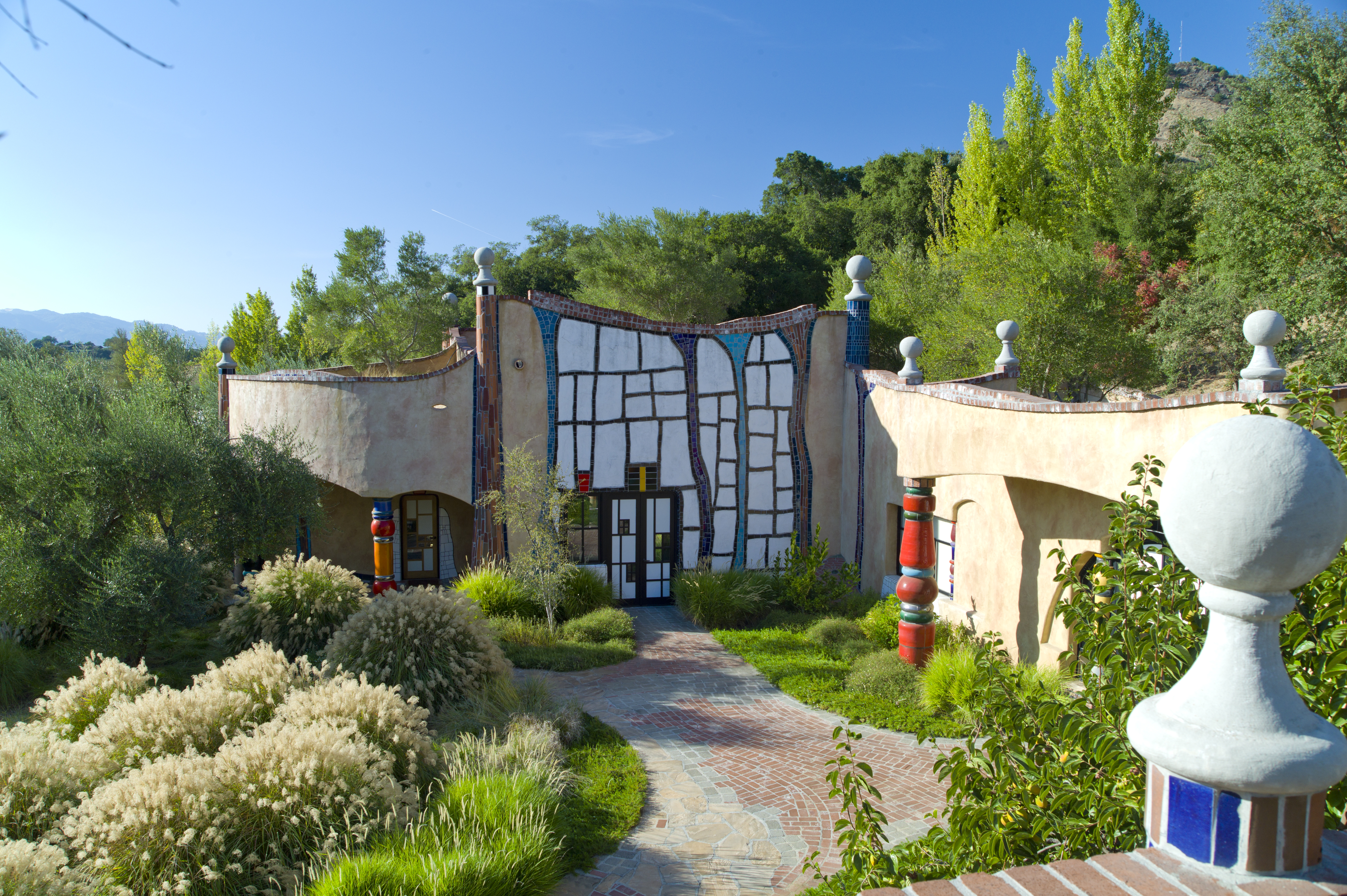
Ingång till vinpressen.
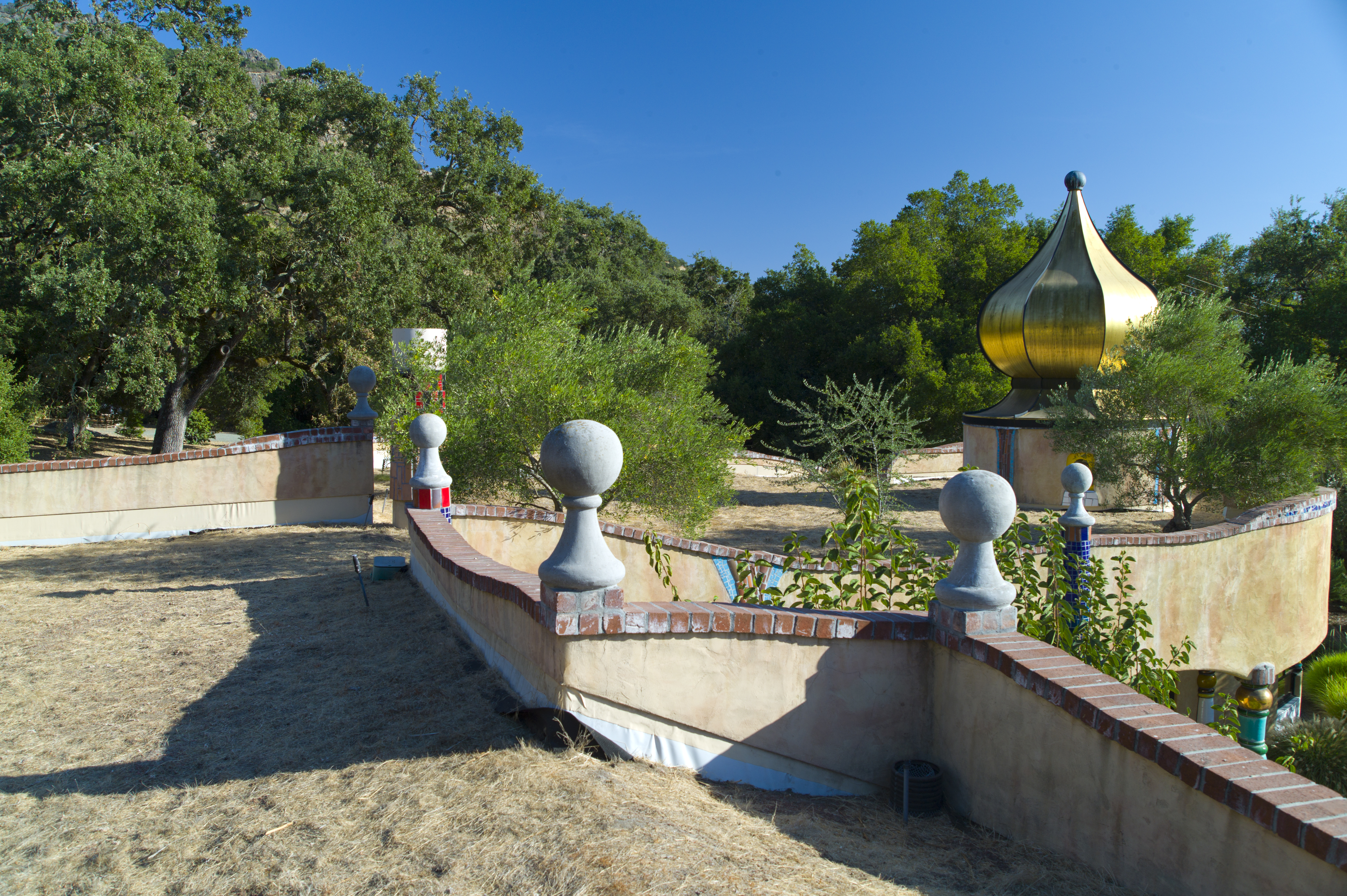
En del av grästaket.
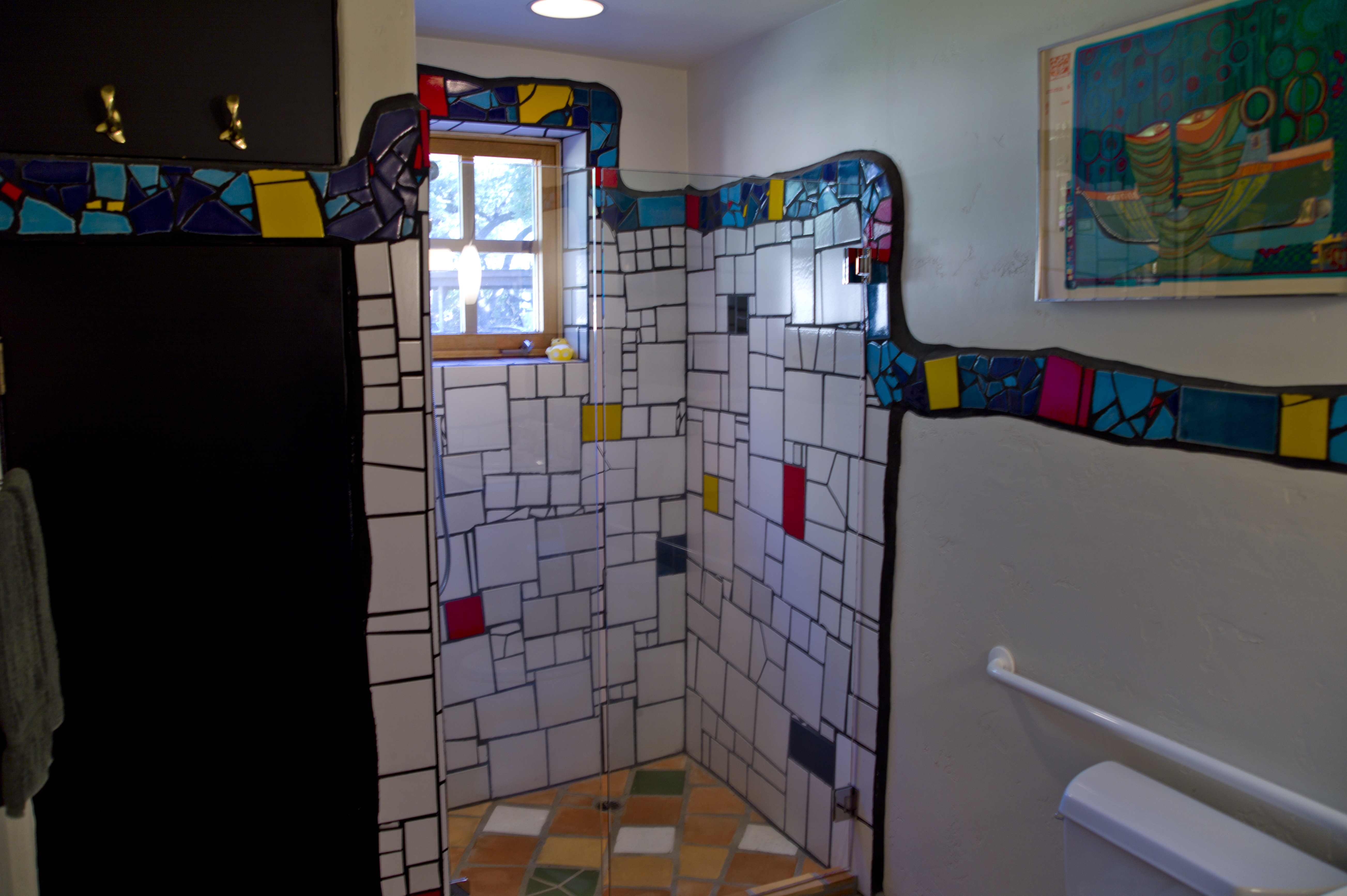
Badrumsdetalj.

## Fotnoter
1. ↑  John King (24 augusti 2007). ”Napa Valley Architecture: Napa's houses of wine”. San Francisco Chronicle. http://www.sfgate.com/cgi-bin/article.cgi?f=/c/a/2007/08/24/WIFTRA94F.DTL. Läst 26 augusti 2007.
2. 1 2 3  Chris Colin (11 februari 2007). ”Where the Winery Itself Is a Little Tipsy”. New York Times. http://travel.nytimes.com/2007/02/11/arts/design/11coli.html. Läst 10 december 2007.
3. ↑  Louisa Hufstader (26 mars 2007). ”Quixote Winery tilts at glory with Hundertwasser design”. Napa Valley Register. Arkiverad från originalet den 14 oktober 2007. https://web.archive.org/web/20071014105220/http://quixotewinery.com/press/naparegister2.html. Läst 10 december 2007.
4. ↑  Heather Irwin (23 november 2005). ”Wine Tasting Room of the Week: Quixote Winery”. metroactive. http://www.metroactive.com/bohemian/11.23.05/swirl-0547.html. Läst 12 november 2007.
5. ↑  Michael Dresser (13 januari 2005). ”Should the cork be saved?”. The Baltimore Sun. http://www.azcentral.com/home/wine/articles/0113winecork13.html. Läst 10 december 2007.
6. ↑  James Laube (31 januari 2005). ”Syrah's banner year:in 2002, Rhone Valley grapes star in California”. Wine Spectator. Läst 10 december 2007.
7. ↑  Richard Nalley (17 mars 2004). ”Arkiverade kopian”. Food and Wine Magazine. Arkiverad från originalet den 13 juni 2011. https://web.archive.org/web/20110613062830/http://www.foodandwine.com/articles/20-best-new-wineries. Läst 11 december 2007.